# Dineobellator
Dineobellator („bojovník kmene Diné (Navahové)“) byl rod malého teropodního dinosaura z čeledi Dromaeosauridae a podčeledi Velociraptorinae, žijící v období pozdní svrchní křídy (asi před 70 až 66,5 miliony let) na území dnešního státu Nové Mexiko (USA). Typový druh Dineobellator notohesperus byl formálně popsán v březnu roku 2020.

## Objev a pojmenování
Fosilie tohoto dromeosaurida byly objeveny roku 2008 v sedimentech souvrství Ojo Alamo a formálně popsány roku 2020. Rodové jméno odkazuji k místnímu indiánskému kmeni Navahů, ve vlastní řeči Diné, slovo bellator pak znamená latinsky "bojovník". Druhové jméno notohesperus znamená doslova "z jihozápadu", což odkazuje k lokalitě objevu v rámci Spojených států amerických (či Severní Ameriky celkově).

## Rozměry

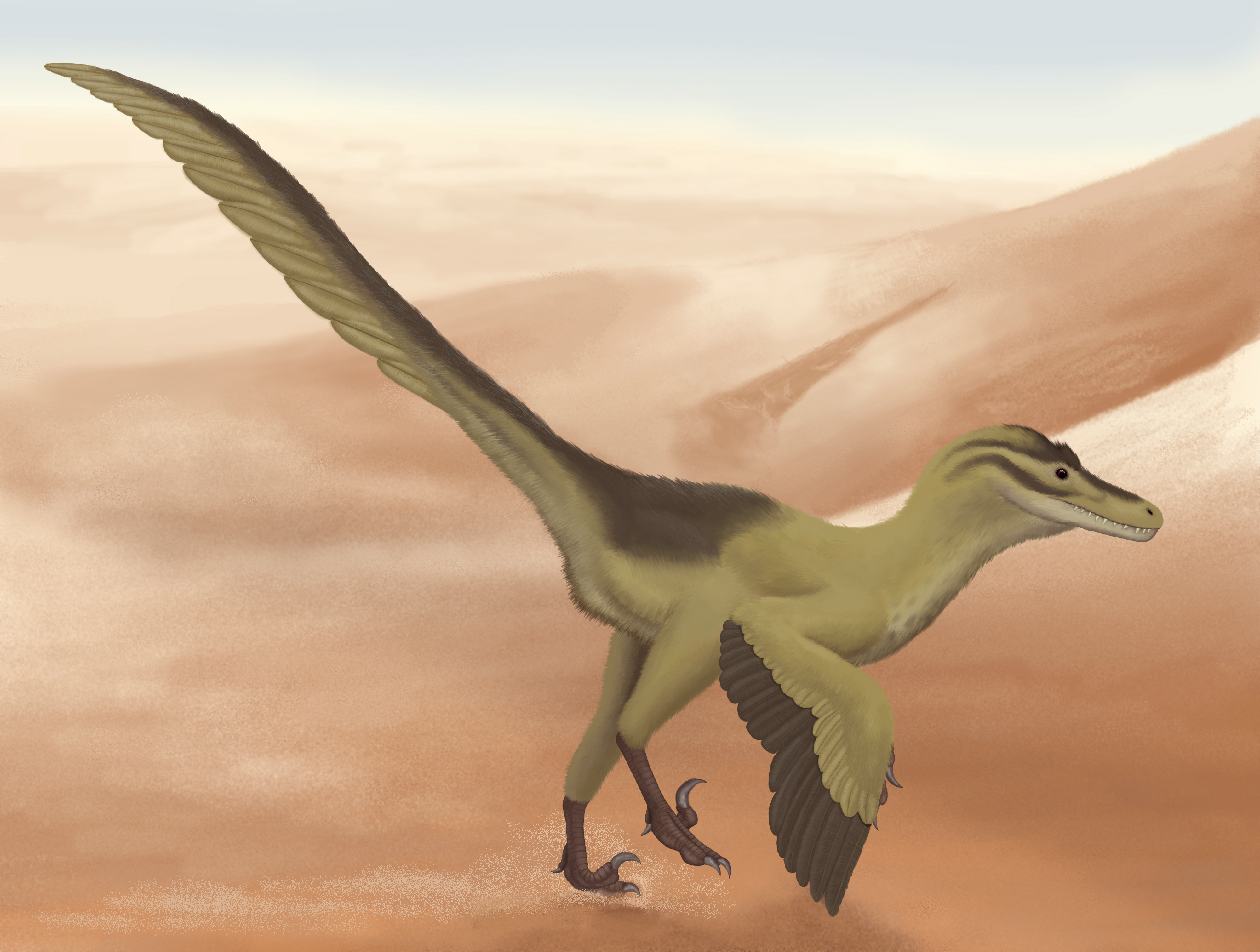
Rekonstrukce vzezření příbuzného druhu Linheraptor exquisitus.

Celková délka tohoto malého teropoda dosahovala zhruba rovných 2 metrů a jeho hmotnost je odhadována asi na 18 až 22 kilogramů (podle jiných odhadů ale až 3 metry a 40 kg). Představoval tak malého predátora, lovícího možná ve smečkách. Jerho kořistí byli nejspíše drobní až středně velcí obratlovci a mláďata jiných dinosaurů.

## Systematické zařazení
Dineobellator byl zástupcem čeledi Dromaeosauridae a podčeledi Velociraptorinae, jeho nejbližšími vývojovými příbuznými tak byly východoasijské rody Velociraptor, Tsaagan a Linheraptor a severoamerický rod Acheroraptor. Naopak další soudobý severoamerický rod Dakotaraptor představoval mírně odlišnou vývojovou větev dromeosauridů.